# 圣方济各堡垒
43°27′53″N 11°02′31″E / 43.46466°N 11.0419°E
圣方济各堡垒（Bastione San Francesco）是圣吉米尼亚诺的一座壮观的堡垒。
这是一座圆形建筑，建于16世纪，是圣吉米尼亚诺城墙的一部分。位于南端，邻近圣若望门。 
堡垒的名称来自己消失的圣方济各修道院（建于十三世纪）。

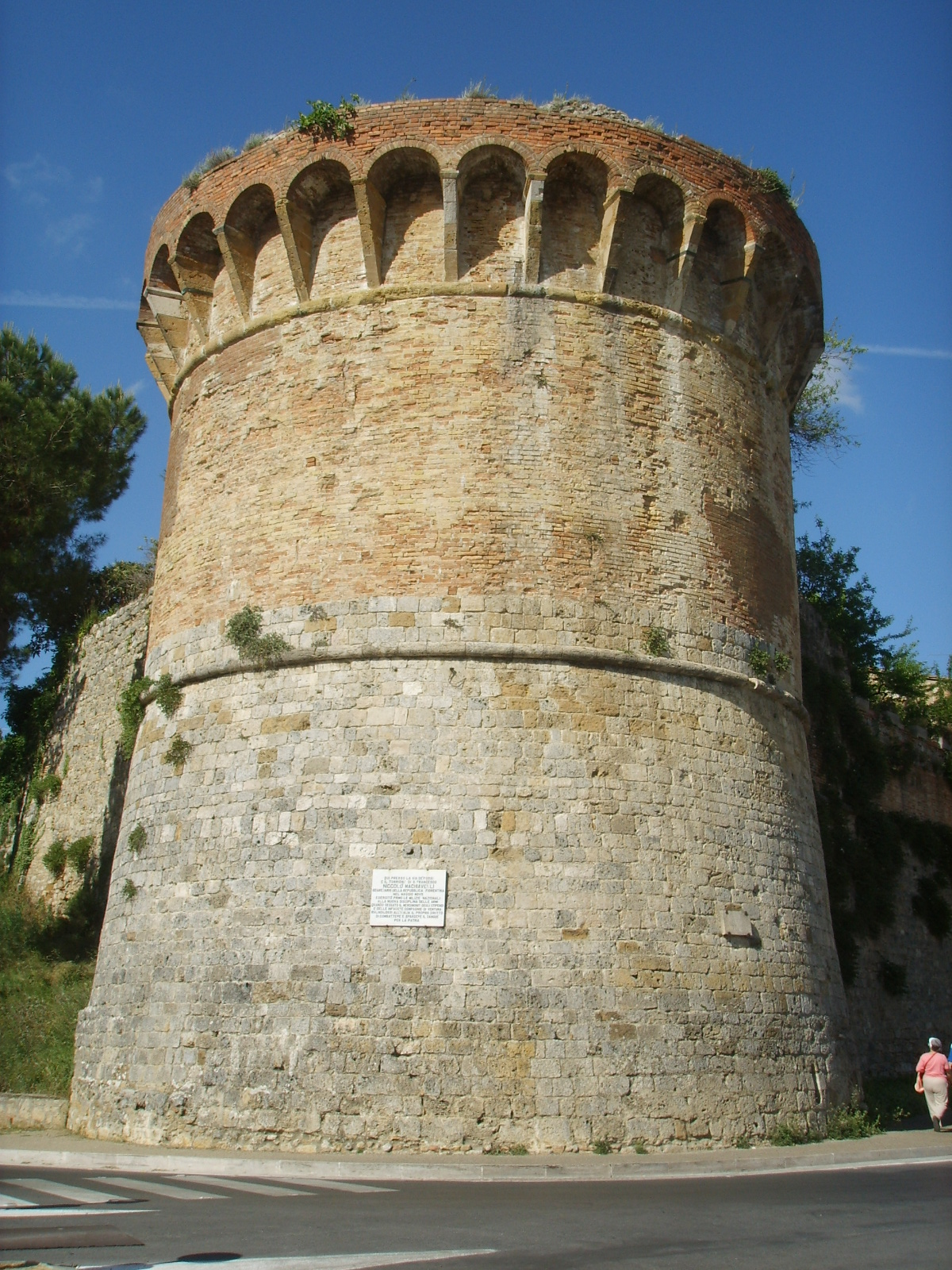
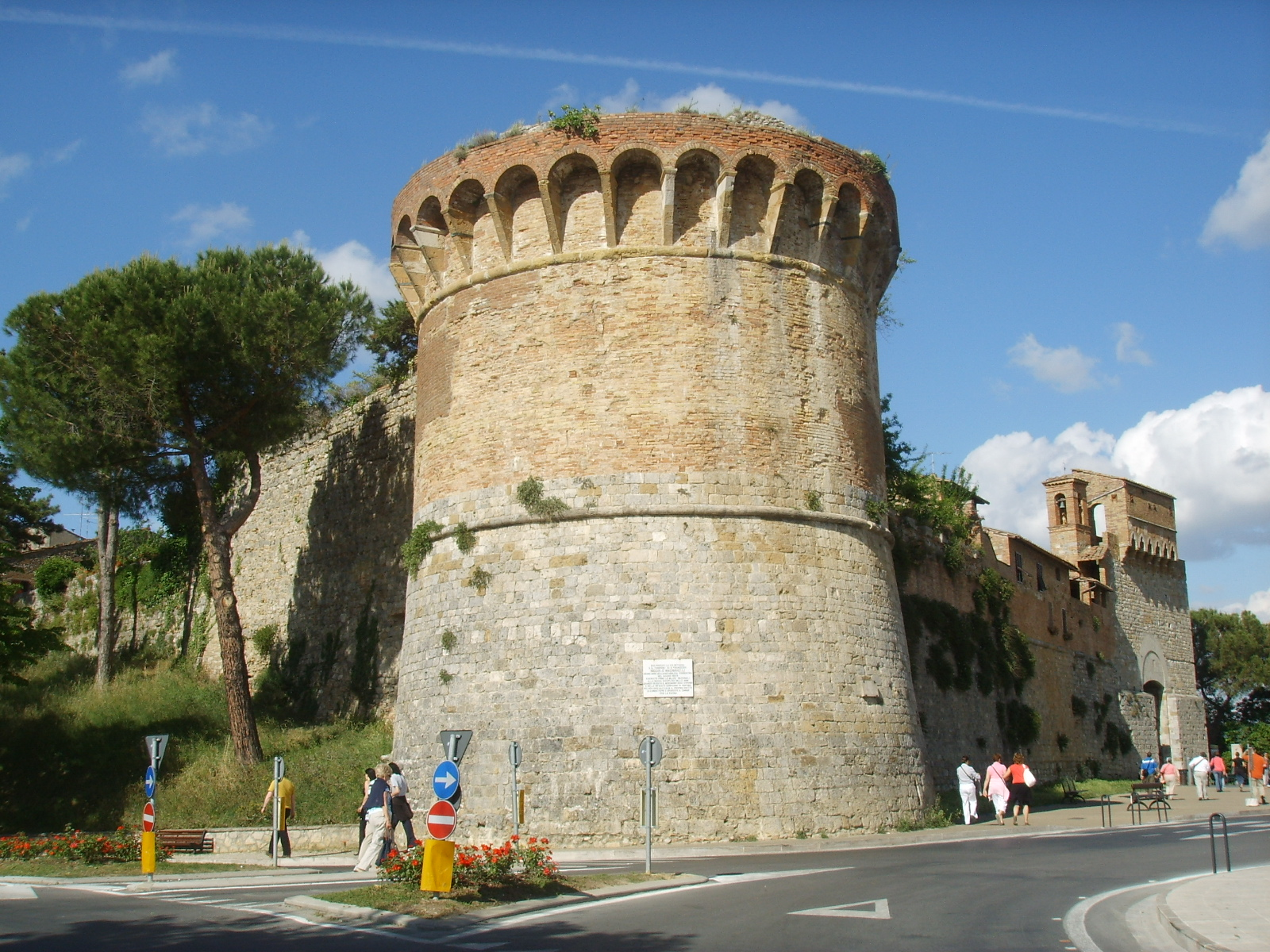

堡垒内有一个马基雅弗利的纪念匾。